# Инаба (провинция)

Провинция Инаба на карте Японии со старым административным делением (выделена красным).

Провинция Инаба (яп. 因幡国 инаба но куни, «Страна Инаба» или 因州 инсю:, «провинция Инаба») — историческая провинция Японии в регионе Тюгоку на западе острова Хонсю. Соответствует восточной части современной префектуры Тоттори.

## История
Провинция Инаба была образована в VII веке. Её административный центр находился в современном городе Тоттори.
В XIV—XVI веках провинция принадлежала к владениям рода Ямана. В период Эдо (1603—1867) она входила в состав Тоттори-хана, которым правил род Икэда.
В результате административной реформы в 1871 году провинция Инаба вошла в состав новообразованной префектуры Тоттори.

## Уезды провинции Инаба
- Иваи (яп. 巨濃郡)
- Кэта (яп. 気多郡)
- Оми (яп. 邑美郡)
- Такакуса (яп. 高草郡)
- Тидзу (яп. 智頭郡)
- Хоми (яп. 法美郡)
- Яками (яп. 八上郡)